# Paris-Tours 1994
La 88e édition de Paris-Tours a eu lieu le 2 octobre 1994. Elle constitue la neuvième épreuve de la Coupe du monde de cyclisme et est remportée par l'Allemand Erik Zabel de l'équipe Telekom.

## Classement final
|    | Coureur            | Pays      | Équipe                         |    | Temps           |
| -- | ------------------ | --------- | ------------------------------ | -- | --------------- |
| 1  | Erik Zabel         | Allemagne | Team Telekom                   | en | 6 h 15 min 37 s |
| 2  | Gianluca Bortolami | Italie    | Mapei-Clas                     |    | m.t.            |
| 3  | Zbigniew Spruch    | Pologne   | Lampre-Panaria                 |    | m.t.            |
| 4  | Mario Cipollini    | Italie    | Mercatone Uno - Medeghini      |    | m.t.            |
| 5  | Adri van der Poel  | Pays-Bas  | Collstrop-Willy Naessens       |    | m.t.            |
| 6  | Steve Bauer        | Canada    | Motorola                       |    | m.t.            |
| 7  | Giovanni Fidanza   | Italie    | Polti-Vaporetto                |    | m.t.            |
| 8  | Laurent Jalabert   | France    | Once                           |    | m.t.            |
| 9  | Wilfried Nelissen  | Belgique  | Novemail-Histor-Laser Computer |    | m.t.            |
| 10 | Martin van Steen   | Pays-Bas  | TVM                            |    | m.t.            |